# Формула-1 — Чемпіонат 1988
Формула-1 1988 року — сезон чемпіонату світу з автоперегонів у класі Формула-1, який проводився під егідою FIA. Чемпіонат відбувся у період з квітня по листопад та складався з 16 Гран-прі. Сезон розпочався на Гран-прі Бразилії 3 квітня та закінчився на Гран-прі Австралії 13 листопада. До сезону 2014 це був останній чемпіонат, до участі в якому допускалися автомобілі з турбодвигунами. Бразилець Айртон Сенна здобув свій перший титул чемпіона. Кубок конструкторів виборола команда McLaren-Honda.

## Команди та пілоти
Наступні команди та пілоти брали участь у Чемпіонаті світу 1988 року. Постачальник шин для всіх команд — Goodyear.
| Команда                        | Конструктор      | Шасі         | Двигун                   | №  | Пілот              | Гран-прі    |
| ------------------------------ | ---------------- | ------------ | ------------------------ | -- | ------------------ | ----------- |
| Camel Team Lotus Honda         | Lotus-Honda      | 100T         | Honda RA168E 1.5 V6 t    | 1  | Нельсон Піке       | Всі         |
| Camel Team Lotus Honda         | Lotus-Honda      | 100T         | Honda RA168E 1.5 V6 t    | 2  | Сатору Накадзіма   | Всі         |
| Tyrrell Racing Organisation    | Tyrrell-Ford     | 017          | Ford Cosworth DFZ 3.5 V8 | 3  | Джонатан Палмер    | Всі         |
| Tyrrell Racing Organisation    | Tyrrell-Ford     | 017          | Ford Cosworth DFZ 3.5 V8 | 4  | Джуліан Бейлі      | Всі         |
| Canon Williams Team            | Williams-Judd    | FW12         | Judd CV 3.5 V8           | 5  | Найджел Менселл    | 1–10, 13–16 |
| Canon Williams Team            | Williams-Judd    | FW12         | Judd CV 3.5 V8           | 5  | Мартін Брандл      | 11          |
| Canon Williams Team            | Williams-Judd    | FW12         | Judd CV 3.5 V8           | 5  | Жан-Луї Шлессер    | 12          |
| Canon Williams Team            | Williams-Judd    | FW12         | Judd CV 3.5 V8           | 6  | Ріккардо Патрезе   | Всі         |
| West Zakspeed                  | Zakspeed         | 881          | Zakspeed 1500/4 1.5 L4 t | 9  | П'єркарло Ґіндзані | Всі         |
| West Zakspeed                  | Zakspeed         | 881          | Zakspeed 1500/4 1.5 L4 t | 10 | Бернд Шнайдер      | Всі         |
| Honda Marlboro McLaren         | McLaren-Honda    | MP4/4        | Honda RA168E 1.5 V6 t    | 11 | Ален Прост         | Всі         |
| Honda Marlboro McLaren         | McLaren-Honda    | MP4/4        | Honda RA168E 1.5 V6 t    | 12 | Айртон Сенна       | Всі         |
| AGS                            | AGS-Ford         | JH23         | Ford Cosworth DFZ 3.5 V8 | 14 | Філіпп Стрейфф     | Всі         |
| Leyton House March Racing Team | March-Judd       | 881          | Judd CV 3.5 V8           | 15 | Маурісіу Гужельмін | Всі         |
| Leyton House March Racing Team | March-Judd       | 881          | Judd CV 3.5 V8           | 16 | Іван Капеллі       | Всі         |
| USF&G Arrows Megatron          | Arrows-Megatron  | A10B         | Megatron M12/13 1.5 L4 t | 17 | Дерек Ворвік       | Всі         |
| USF&G Arrows Megatron          | Arrows-Megatron  | A10B         | Megatron M12/13 1.5 L4 t | 18 | Едді Чівер         | Всі         |
| Benetton Formula               | Benetton-Ford    | B188         | Ford Cosworth DFR 3.5 V8 | 19 | Алессандро Нанніні | Всі         |
| Benetton Formula               | Benetton-Ford    | B188         | Ford Cosworth DFR 3.5 V8 | 20 | Тьєрі Бутсен       | Всі         |
| Osella Squadra Corse           | Osella           | FA1I FA1L    | Osella 890T 1.5 V8 t     | 21 | Нікола Ларіні      | Всі         |
| Rial Racing                    | Rial-Ford        | ARC1         | Ford Cosworth DFZ 3.5 V8 | 22 | Андреа де Чезаріс  | Всі         |
| Lois Minardi Team              | Minardi-Ford     | M188         | Ford Cosworth DFZ 3.5 V8 | 23 | Адріан Кампос      | 1–5         |
| Lois Minardi Team              | Minardi-Ford     | M188         | Ford Cosworth DFZ 3.5 V8 | 23 | П'єрлуїджі Мартіні | 6–16        |
| Lois Minardi Team              | Minardi-Ford     | M188         | Ford Cosworth DFZ 3.5 V8 | 24 | Луїс Перес-Сала    | Всі         |
| Ligier Loto                    | Ligier-Judd      | JS31         | Judd CV 3.5 V8           | 25 | Рене Арну          | Всі         |
| Ligier Loto                    | Ligier-Judd      | JS31         | Judd CV 3.5 V8           | 26 | Стефан Юганссон    | Всі         |
| Ferrari                        | Ferrari          | F1/87/88C    | Ferrari 033E 1.5 V6 t    | 27 | Мікеле Альборето   | Всі         |
| Ferrari                        | Ferrari          | F1/87/88C    | Ferrari 033E 1.5 V6 t    | 28 | Герхард Бергер     | Всі         |
| Larrousse Calmels              | Lola-Ford        | LC88         | Ford Cosworth DFZ 3.5 V8 | 29 | Яннік Дальма       | 1–14        |
| Larrousse Calmels              | Lola-Ford        | LC88         | Ford Cosworth DFZ 3.5 V8 | 29 | Аґурі Судзукі      | 15          |
| Larrousse Calmels              | Lola-Ford        | LC88         | Ford Cosworth DFZ 3.5 V8 | 29 | П'єр-Анрі Рафанель | 16          |
| Larrousse Calmels              | Lola-Ford        | LC88         | Ford Cosworth DFZ 3.5 V8 | 30 | Філіпп Алліо       | Всі         |
| Coloni SpA                     | Coloni-Ford      | FC188 FC188B | Ford Cosworth DFZ 3.5 V8 | 31 | Габріеле Тарквіні  | Всі         |
| EuroBrun Racing                | EuroBrun-Ford    | ER188        | Ford Cosworth DFZ 3.5 V8 | 32 | Оскар Ларраурі     | Всі         |
| EuroBrun Racing                | EuroBrun-Ford    | ER188        | Ford Cosworth DFZ 3.5 V8 | 33 | Стефано Модена     | Всі         |
| Scuderia Italia                | BMS Dallara-Ford | 3087         | Ford Cosworth DFV 3.0 V8 | 36 | Алекс Каффі        | 1           |
| Scuderia Italia                | BMS Dallara-Ford | F188         | Ford Cosworth DFZ 3.5 V8 | 36 | Алекс Каффі        | 2–16        |
| Джерело:                       |                  |              |                          |    |                    |             |

## Календар
| №        | Гран-прі                  | Траса                                  | Дата         |
| -------- | ------------------------- | -------------------------------------- | ------------ |
| 1        | Гран-прі Бразилії         | Жакарепагуа, Ріо-де-Жанейро            | 3 квітня     |
| 2        | Гран-прі Сан-Марино       | Автодром Енцо та Діно Феррарі, Імола   | 1 травня     |
| 3        | Гран-прі Монако           | Міська траса Монте-Карло, Монте-Карло  | 15 травня    |
| 4        | Гран-прі Мексики          | Автодром імені братів Родрігес, Мехіко | 29 травня    |
| 5        | Гран-прі Канади           | Автодром імені Жиля Вільнева, Монреаль | 12 червня    |
| 6        | Гран-прі Детройта         | Вулична траса Детройта, Мічиган        | 19 червня    |
| 7        | Гран-прі Франції          | Поль Рікар, Ле-Кастелле                | 3 липня      |
| 8        | Гран-прі Великої Британії | Автодром Сільверстоун, Сільверстоун    | 10 липня     |
| 9        | Гран-прі Німеччини        | Гоккенгаймринг, Гоккенгайм             | 24 липня     |
| 10       | Гран-прі Угорщини         | Хунгароринг, Модьород                  | 7 серпня     |
| 11       | Гран-прі Бельгії          | Спа-Франкоршам, Спа                    | 28 серпня    |
| 12       | Гран-прі Італії           | Автодром Монца, Монца                  | 11 вересня   |
| 13       | Гран-прі Португалії       | Ешторільський автодром, Ешторіл        | 25 вересня   |
| 14       | Гран-прі Іспанії          | Херес, Херес-де-ла-Фронтера            | 2 жовтня     |
| 15       | Гран-прі Японії           | Міжнародний автодром Судзуки, Судзука  | 30 жовтня    |
| 16       | Гран-прі Австралії        | Вулична траса Аделаїди, Аделаїда       | 13 листопада |
| Джерело: |                           |                                        |              |

### Зміни в календарі
Гран-прі Австрії було виключено з календаря 1988 року через проблеми з безпекою на Остеррайхринзі. Занадто вузька пряма призвела до того, що Гран-прі Австрії 1987 року довелося двічі рестартувати, а під час вільної практики Стефан Юганссон збив маленького оленя, розбивши болід та зламавши собі ребра в аварії. Це призвело до реорганізації календаря: Гран-прі Бельгії було перенесено з кінця травня на кінець серпня, щоб заповнити місце, яке традиційно займало Гран-прі Австрії, а Гран-прі Мексики було перенесено з середини жовтня на кінець травня.
Гран-прі Канади повернулося після річної перерви та було проведено в середині червня як друга гонка в північноамериканському турі з трьох перегонів, що також включав Гран-прі Мексики та Детройта.

## Результати та положення в заліках

### Гран-прі
| №        | Гран-прі                  | Поул-позиція   | Швидке коло        | Переможець     | Конструктор   | Звіт |
| -------- | ------------------------- | -------------- | ------------------ | -------------- | ------------- | ---- |
| 1        | Гран-прі Бразилії         | Айртон Сенна   | Герхард Бергер     | Ален Прост     | McLaren-Honda | Звіт |
| 2        | Гран-прі Сан-Марино       | Айртон Сенна   | Ален Прост         | Айртон Сенна   | McLaren-Honda | Звіт |
| 3        | Гран-прі Монако           | Айртон Сенна   | Айртон Сенна       | Ален Прост     | McLaren-Honda | Звіт |
| 4        | Гран-прі Мексики          | Айртон Сенна   | Ален Прост         | Ален Прост     | McLaren-Honda | Звіт |
| 5        | Гран-прі Канади           | Айртон Сенна   | Айртон Сенна       | Айртон Сенна   | McLaren-Honda | Звіт |
| 6        | Гран-прі Детройта         | Айртон Сенна   | Ален Прост         | Айртон Сенна   | McLaren-Honda | Звіт |
| 7        | Гран-прі Франції          | Ален Прост     | Ален Прост         | Ален Прост     | McLaren-Honda | Звіт |
| 8        | Гран-прі Великої Британії | Герхард Бергер | Найджел Менселл    | Айртон Сенна   | McLaren-Honda | Звіт |
| 9        | Гран-прі Німеччини        | Айртон Сенна   | Алессандро Нанніні | Айртон Сенна   | McLaren-Honda | Звіт |
| 10       | Гран-прі Угорщини         | Айртон Сенна   | Ален Прост         | Айртон Сенна   | McLaren-Honda | Звіт |
| 11       | Гран-прі Бельгії          | Айртон Сенна   | Герхард Бергер     | Айртон Сенна   | McLaren-Honda | Звіт |
| 12       | Гран-прі Італії           | Айртон Сенна   | Мікеле Альборето   | Герхард Бергер | Ferrari       | Звіт |
| 13       | Гран-прі Португалії       | Ален Прост     | Герхард Бергер     | Ален Прост     | McLaren-Honda | Звіт |
| 14       | Гран-прі Іспанії          | Айртон Сенна   | Ален Прост         | Ален Прост     | McLaren-Honda | Звіт |
| 15       | Гран-прі Японії           | Айртон Сенна   | Айртон Сенна       | Айртон Сенна   | McLaren-Honda | Звіт |
| 16       | Гран-прі Австралії        | Айртон Сенна   | Ален Прост         | Ален Прост     | McLaren-Honda | Звіт |
| Джерело: |                           |                |                    |                |               |      |

### Пілоти
Очки отримують перші шість пілотів. Лише одинадцять найкращих результатів зараховуються до загальної кількості очок кожного пілота, відкинуті результати показані в дужках.
| Позиція | 1-ша | 2-га | 3-тя | 4-та | 5-та | 6-та |
| Очки    | 9    | 6    | 4    | 3    | 2    | 1    |

| Поз.     | Пілот              | БРА  | СМР  | МОН  | МЕК  | КАН  | ДЕТ  | ФРА  | ВЕЛ  | НІМ  | УГО  | БЕЛ  | ІТА  | ПОР  | ІСП  | ЯПО  | АВС  | Очки     |
| -------- | ------------------ | ---- | ---- | ---- | ---- | ---- | ---- | ---- | ---- | ---- | ---- | ---- | ---- | ---- | ---- | ---- | ---- | -------- |
| 1        | Айртон Сенна       | ДСК  | 1    | Схід | 2    | 1    | 1    | 2    | 1    | 1    | 1    | 1    | 10†  | (6)  | 4    | 1    | 2    | 90 (94)  |
| 2        | Ален Прост         | 1    | 2    | 1    | 1    | 2    | 2    | 1    | Схід | 2    | 2    | (2)  | Схід | 1    | 1    | (2)  | 1    | 87 (105) |
| 3        | Герхард Бергер     | 2    | 5    | 2    | 3    | Схід | Схід | 4    | 9    | 3    | 4    | Схід | 1    | Схід | 6    | 4    | Схід | 41       |
| 4        | Тьєрі Бутсен       | 7    | 4    | 8    | 8    | 3    | 3    | Схід | Схід | 6    | 3    | ДСК  | 6    | 3    | 9    | 3    | 5    | 27       |
| 5        | Мікеле Альборето   | 5    | 18†  | 3    | 4    | Схід | Схід | 3    | 17†  | 4    | Схід | Схід | 2    | 5    | Схід | 11   | Схід | 24       |
| 6        | Нельсон Піке       | 3    | 3    | Схід | Схід | 4    | Схід | 5    | 5    | Схід | 8    | 4    | Схід | Схід | 8    | Схід | 3    | 22       |
| 7        | Іван Капеллі       | Схід | Схід | 10   | 16   | 5    | НС   | 9    | Схід | 5    | Схід | 3    | 5    | 2    | Схід | Схід | 6    | 17       |
| 8        | Дерек Ворвік       | 4    | 9    | 4    | 5    | 7    | Схід | Схід | 6    | 7    | Схід | 5    | 4    | 4    | Схід | Схід | Схід | 17       |
| 9        | Найджел Менселл    | Схід | Схід | Схід | Схід | Схід | Схід | Схід | 2    | Схід | Схід |      |      | Схід | 2    | Схід | Схід | 12       |
| 10       | Алессандро Нанніні | Схід | 6    | Схід | 7    | Схід | Схід | 6    | 3    | 18   | Схід | ДСК  | 9    | Схід | 3    | 5    | Схід | 12       |
| 11       | Ріккардо Патрезе   | Схід | 13   | 6    | Схід | Схід | Схід | Схід | 8    | Схід | 6    | Схід | 7    | Схід | 5    | 6    | 4    | 8        |
| 12       | Едді Чівер         | 8    | 7    | Схід | 6    | Схід | Схід | 11   | 7    | 10   | Схід | 6    | 3    | Схід | Схід | Схід | Схід | 6        |
| 13       | Маурісіу Гужельмін | Схід | 15   | Схід | Схід | Схід | Схід | 8    | 4    | 8    | 5    | Схід | 8    | Схід | 7    | 10   | Схід | 5        |
| 14       | Джонатан Палмер    | Схід | 14   | 5    | НКВ  | 6    | 5    | Схід | Схід | 11   | Схід | 12†  | НКВ  | Схід | Схід | 12   | Схід | 5        |
| 15       | Андреа де Чезаріс  | Схід | Схід | Схід | Схід | 9†   | 4    | 10   | Схід | 13   | Схід | Схід | Схід | Схід | Схід | Схід | 8†   | 3        |
| 16       | Сатору Накадзіма   | 6    | 8    | НКВ  | Схід | 11   | НКВ  | 7    | 10   | 9    | 7    | Схід | Схід | Схід | Схід | 7    | Схід | 1        |
| 17       | П'єрлуїджі Мартіні |      |      |      |      |      | 6    | 15   | 15   | НКВ  | Схід | НКВ  | Схід | Схід | Схід | 13   | 7    | 1        |
| —        | Яннік Дальма       | Схід | 12   | 7    | 9    | НКВ  | 7    | 13   | 13   | 19†  | 9    | Схід | Схід | Схід | 11   |      |      | 0        |
| —        | Алекс Каффі        | НПКВ | Схід | Схід | Схід | НПКВ | 8    | 12   | 11   | 15   | Схід | 8    | Схід | 7    | 10   | Схід | Схід | 0        |
| —        | Мартін Брандл      |      |      |      |      |      |      |      |      |      |      | 7    |      |      |      |      |      | 0        |
| —        | Філіпп Стрейфф     | Схід | 10   | Схід | 12   | Схід | Схід | Схід | Схід | Схід | Схід | 10   | Схід | 9    | Схід | 8    | 11†  | 0        |
| —        | Луїс Перес-Сала    | Схід | 11   | Схід | 11   | 13   | Схід | НКЛ  | Схід | НКВ  | 10   | НКВ  | Схід | 8    | 12   | 15   | Схід | 0        |
| —        | Габріеле Тарквіні  | Схід | Схід | Схід | 14   | 8    | НПКВ | НПКВ | НПКВ | НПКВ | 13   | Схід | НКВ  | 11   | НПКВ | НПКВ | НКВ  | 0        |
| —        | Філіпп Алліо       | Схід | 17   | Схід | Схід | 10†  | Схід | Схід | 14   | Схід | 12   | 9    | Схід | Схід | 14   | 9    | 10†  | 0        |
| —        | Стефан Юганссон    | 9    | НКВ  | Схід | 10   | Схід | Схід | НКВ  | НКВ  | НКВ  | Схід | 11†  | НКВ  | Схід | Схід | НКВ  | 9†   | 0        |
| —        | Джуліан Бейлі      | НКВ  | Схід | НКВ  | НКВ  | Схід | 9†   | НКВ  | 16   | НКВ  | НКВ  | НКВ  | 12   | НКВ  | НКВ  | 14   | НКВ  | 0        |
| —        | Нікола Ларіні      | НКВ  | Викл | 9    | НКВ  | НКВ  | Схід | Схід | 19†  | Схід | НПКВ | Схід | Схід | 12   | Схід | Схід | НПКВ | 0        |
| —        | Рене Арну          | Схід | НКВ  | Схід | Схід | Схід | Схід | НКВ  | 18   | 17   | Схід | Схід | 13   | 10   | Схід | 17   | Схід | 0        |
| —        | Стефано Модена     | Схід | НКЛ  | Викл | Викл | 12   | Схід | 14   | 12   | Схід | 11   | НКВ  | НКВ  | НКВ  | 13   | НКВ  | Схід | 0        |
| —        | Жан-Луї Шлессер    |      |      |      |      |      |      |      |      |      |      |      | 11   |      |      |      |      | 0        |
| —        | Бернд Шнайдер      | НКВ  | НКВ  | НКВ  | Схід | НКВ  | НКВ  | Схід | НКВ  | 12   | НКВ  | 13†  | Схід | НКВ  | НКВ  | Схід | НКВ  | 0        |
| —        | Оскар Ларраурі     | Схід | НКВ  | Схід | 13   | Схід | Схід | Схід | НКВ  | 16   | НКВ  | НПКВ | НПКВ | НПКВ | НКВ  | НКВ  | Схід | 0        |
| —        | П'єркарло Ґіндзані | НКВ  | Схід | Схід | 15   | 14†  | НКВ  | Викл | НКВ  | 14   | НКВ  | Схід | Схід | НКВ  | НКВ  | НКВ  | Схід | 0        |
| —        | Адріан Кампос      | Схід | 16   | НКВ  | НКВ  | НКВ  |      |      |      |      |      |      |      |      |      |      |      | 0        |
| —        | Аґурі Судзукі      |      |      |      |      |      |      |      |      |      |      |      |      |      |      | 16   |      | 0        |
| —        | П'єр-Анрі Рафанель |      |      |      |      |      |      |      |      |      |      |      |      |      |      |      | НКВ  | 0        |
| Поз.     | Пілот              | БРА  | СМР  | МОН  | МЕК  | КАН  | ДЕТ  | ФРА  | ВЕЛ  | НІМ  | УГО  | БЕЛ  | ІТА  | ПОР  | ІСП  | ЯПО  | АВС  | Очки     |
| Джерело: |                    |      |      |      |      |      |      |      |      |      |      |      |      |      |      |      |      |          |

| Приклад      | Опис                                                              |
| ------------ | ----------------------------------------------------------------- |
| 1            | Переможець                                                        |
| 2            | Друге місце                                                       |
| 3            | Третє місце                                                       |
| 5            | Фінішував у очковій зоні                                          |
| 12           | Фінішував поза очковою зоною                                      |
| НКЛ          | Фінішував, але не класифікований                                  |
| Схід         | Не фінішував і не класифікований                                  |
| НКВ          | Не кваліфікований                                                 |
| НПКВ         | Не передкваліфікований                                            |
| ДСК          | Дискваліфікований                                                 |
| ТТР          | Брав участь тільки в тренуваннях                                  |
| тест         | Тестер по п'ятницях (з 2003 року)                                 |
| НС           | Брав участь у Гран-прі як бойовий пілот, але не стартував у гонці |
| Т            | Травмований чи хворий                                             |
| Викл         | Виключений із протоколу                                           |
| Від          | Відмова від участі                                                |
| НТР          | Не брав участі в тренуваннях                                      |
| НПР          | Не прибув на Гран-прі                                             |
| С            | Гонка скасована                                                   |
|              | Не брав участі                                                    |
| Жирний шрифт | Поул-позиція                                                      |
| Курсив       | Швидке коло                                                       |

Примітки:
- — Пілоти, що не фінішували на гран-прі, але були класифіковані, оскільки подолали понад 90 % дистанції.

### Конструктори
Командам зараховувались усі очки, а не лише одинадцять найкращих результатів.
| Поз.     | Конструктор     | №  | БРА  | СМР  | МОН  | МЕК  | КАН  | ДЕТ  | ФРА  | ВЕЛ  | НІМ  | УГО  | БЕЛ  | ІТА  | ПОР  | ІСП  | ЯПО  | АВС  | Очки |
| -------- | --------------- | -- | ---- | ---- | ---- | ---- | ---- | ---- | ---- | ---- | ---- | ---- | ---- | ---- | ---- | ---- | ---- | ---- | ---- |
| 1        | McLaren-Honda   | 11 | 1    | 2    | 1    | 1    | 2    | 2    | 1    | Схід | 2    | 2    | 2    | Схід | 1    | 1    | 2    | 1    | 199  |
| 1        | McLaren-Honda   | 12 | ДСК  | 1    | Схід | 2    | 1    | 1    | 2    | 1    | 1    | 1    | 1    | 10†  | 6    | 4    | 1    | 2    | 199  |
| 2        | Ferrari         | 27 | 5    | 18†  | 3    | 4    | Схід | Схід | 3    | 17†  | 4    | Схід | Схід | 2    | 5    | Схід | 11   | Схід | 65   |
| 2        | Ferrari         | 28 | 2    | 5    | 2    | 3    | Схід | Схід | 4    | 9    | 3    | 4    | Схід | 1    | Схід | 6    | 4    | Схід | 65   |
| 3        | Benetton-Ford   | 19 | Схід | 6    | Схід | 7    | Схід | Схід | 6    | 3    | 18   | Схід | ДСК  | 9    | Схід | 3    | 5    | Схід | 39   |
| 3        | Benetton-Ford   | 20 | 7    | 4    | 8    | 8    | 3    | 3    | Схід | Схід | 6    | 3    | ДСК  | 6    | 3    | 9    | 3    | 5    | 39   |
| 4        | Lotus-Honda     | 1  | 3    | 3    | Схід | Схід | 4    | Схід | 5    | 5    | Схід | 8    | 4    | Схід | Схід | 8    | Схід | 3    | 23   |
| 4        | Lotus-Honda     | 2  | 6    | 8    | НКВ  | Схід | 11   | НКВ  | 7    | 10   | 9    | 7    | Схід | Схід | Схід | Схід | 7    | Схід | 23   |
| 5        | Arrows-Megatron | 17 | 4    | 9    | 4    | 5    | 7    | Схід | Схід | 6    | 7    | Схід | 5    | 4    | 4    | Схід | Схід | Схід | 23   |
| 5        | Arrows-Megatron | 18 | 8    | 7    | Схід | 6    | Схід | Схід | 11   | 7    | 10   | Схід | 6    | 3    | Схід | Схід | Схід | Схід | 23   |
| 6        | March-Judd      | 15 | Схід | 15   | Схід | Схід | Схід | Схід | 8    | 4    | 8    | 5    | Схід | 8    | Схід | 7    | 10   | Схід | 22   |
| 6        | March-Judd      | 16 | Схід | Схід | 10   | 16   | 5    | НС   | 9    | Схід | 5    | Схід | 3    | 5    | 2    | Схід | Схід | 6    | 22   |
| 7        | Williams-Judd   | 5  | Схід | Схід | Схід | Схід | Схід | Схід | Схід | 2    | Схід | Схід | 7    | 11   | Схід | 2    | Схід | Схід | 20   |
| 7        | Williams-Judd   | 6  | Схід | 13   | 6    | Схід | Схід | Схід | Схід | 8    | Схід | 6    | Схід | 7    | Схід | 5    | 6    | 4    | 20   |
| 8        | Tyrrell-Ford    | 3  | Схід | 14   | 5    | НКВ  | 6    | 5    | Схід | Схід | 11   | Схід | 12†  | НКВ  | Схід | Схід | 12   | Схід | 5    |
| 8        | Tyrrell-Ford    | 4  | НКВ  | Схід | НКВ  | НКВ  | Схід | 9†   | НКВ  | 16   | НКВ  | НКВ  | НКВ  | 12   | НКВ  | НКВ  | 14   | НКВ  | 5    |
| 9        | Rial-Ford       | 22 | Схід | Схід | Схід | Схід | 9†   | 4    | 10   | Схід | 13   | Схід | Схід | Схід | Схід | Схід | Схід | 8†   | 3    |
| 10       | Minardi-Ford    | 23 | Схід | 16   | НКВ  | НКВ  | НКВ  | 6    | 15   | 15   | НКВ  | Схід | НКВ  | Схід | Схід | Схід | 13   | 7    | 1    |
| 10       | Minardi-Ford    | 24 | Схід | 11   | Схід | 11   | 13   | Схід | НКЛ  | Схід | НКВ  | 10   | НКВ  | Схід | 8    | 12   | 15   | Схід | 1    |
| —        | Lola-Ford       | 29 | Схід | 12   | 7    | 9    | НКВ  | 7    | 13   | 13   | 19†  | 9    | Схід | Схід | Схід | 11   | 16   | НКВ  | 0    |
| —        | Lola-Ford       | 30 | Схід | 17   | Схід | Схід | 10†  | Схід | Схід | 14   | Схід | 12   | 9    | Схід | Схід | 14   | 9    | 10†  | 0    |
| —        | Dallara-Ford    | 36 | НПКВ | Схід | Схід | Схід | НПКВ | 8    | 12   | 11   | 15   | Схід | 8    | Схід | 7    | 10   | Схід | Схід | 0    |
| —        | AGS-Ford        | 14 | Схід | 10   | Схід | 12   | Схід | Схід | Схід | Схід | Схід | Схід | 10   | Схід | 9    | Схід | 8    | 11†  | 0    |
| —        | Coloni-Ford     | 31 | Схід | Схід | Схід | 14   | 8    | НПКВ | НПКВ | НПКВ | НПКВ | 13   | Схід | НКВ  | 11   | НПКВ | НПКВ | НКВ  | 0    |
| —        | Ligier-Judd     | 25 | Схід | НКВ  | Схід | Схід | Схід | Схід | НКВ  | 18   | 17   | Схід | Схід | 13   | 10   | Схід | 17   | Схід | 0    |
| —        | Ligier-Judd     | 26 | 9    | НКВ  | Схід | 10   | Схід | Схід | НКВ  | НКВ  | НКВ  | Схід | 11†  | НКВ  | Схід | Схід | НКВ  | 9†   | 0    |
| —        | Osella          | 21 | НКВ  | Викл | 9    | НКВ  | НКВ  | Схід | Схід | 19†  | Схід | НПКВ | Схід | Схід | 12   | Схід | Схід | НПКВ | 0    |
| —        | EuroBrun-Ford   | 32 | Схід | НКВ  | Схід | 13   | Схід | Схід | Схід | НКВ  | 16   | НКВ  | НПКВ | НПКВ | НПКВ | НКВ  | НКВ  | Схід | 0    |
| —        | EuroBrun-Ford   | 33 | Схід | НКЛ  | Викл | Викл | 12   | Схід | 14   | 12   | Схід | 11   | НКВ  | НКВ  | НКВ  | 13   | НКВ  | Схід | 0    |
| —        | Zakspeed        | 9  | НКВ  | Схід | Схід | 15   | 14†  | НКВ  | Викл | НКВ  | 14   | НКВ  | Схід | Схід | НКВ  | НКВ  | НКВ  | Схід | 0    |
| —        | Zakspeed        | 10 | НКВ  | НКВ  | НКВ  | Схід | НКВ  | НКВ  | Схід | НКВ  | 12   | НКВ  | 13†  | Схід | НКВ  | НКВ  | Схід | НКВ  | 0    |
| Поз.     | Конструктор     | №  | БРА  | СМР  | МОН  | МЕК  | КАН  | ДЕТ  | ФРА  | ВЕЛ  | НІМ  | УГО  | БЕЛ  | ІТА  | ПОР  | ІСП  | ЯПО  | АВС  | Очки |
| Джерело: |                 |    |      |      |      |      |      |      |      |      |      |      |      |      |      |      |      |      |      |

| Приклад      | Опис                                                              |
| ------------ | ----------------------------------------------------------------- |
| 1            | Переможець                                                        |
| 2            | Друге місце                                                       |
| 3            | Третє місце                                                       |
| 5            | Фінішував у очковій зоні                                          |
| 12           | Фінішував поза очковою зоною                                      |
| НКЛ          | Фінішував, але не класифікований                                  |
| Схід         | Не фінішував і не класифікований                                  |
| НКВ          | Не кваліфікований                                                 |
| НПКВ         | Не передкваліфікований                                            |
| ДСК          | Дискваліфікований                                                 |
| ТТР          | Брав участь тільки в тренуваннях                                  |
| тест         | Тестер по п'ятницях (з 2003 року)                                 |
| НС           | Брав участь у Гран-прі як бойовий пілот, але не стартував у гонці |
| Т            | Травмований чи хворий                                             |
| Викл         | Виключений із протоколу                                           |
| Від          | Відмова від участі                                                |
| НТР          | Не брав участі в тренуваннях                                      |
| НПР          | Не прибув на Гран-прі                                             |
| С            | Гонка скасована                                                   |
|              | Не брав участі                                                    |
| Жирний шрифт | Поул-позиція                                                      |
| Курсив       | Швидке коло                                                       |

Примітки:
- — Пілоти, що не фінішували на Гран-прі, але були класифіковані, оскільки подолали понад 90 % дистанції.

### Результати змагань поза чемпіонатом
Сезон 1988 року також включав одне змагання, що не зараховувалося до Чемпіонату світу — Indoor Trophy Формули-1 на Болонському автосалоні.
| Гонка                   | Місце                | Дата        | Переможець      | Конструктор | Звіт |
| ----------------------- | -------------------- | ----------- | --------------- | ----------- | ---- |
| Indoor Trophy Формули-1 | Болонський автосалон | 7, 8 грудня | Луїс Перес-Сала | Minardi     | Звіт |

## Посилання

Портал:Формула-1

## Виноски
1. ↑  Лише 11 найкращих результатів зараховуються до загальної кількості очок кожного пілота. Числа поза дужками — результат в чемпіонаті. Числа в дужках — усі очки набрані пілотом.